# Gorō Naya
Pour les articles homonymes, voir Naya.
Gorō Naya (納谷 悟朗, Naya Gorō), né le 17 novembre 1929 à Hakodate et mort le 5 mars 2013 à Chiba, est un seiyū. Son jeune frère est le seiyū Rokuro Naya.

## Biographie
Gorō Naya est célèbre au Japon pour être la voix de l'inspecteur Zenigata de Lupin III (séries, films et OAV) ainsi que la voix du mystérieux "Great Leader", le méchant responsable de la formation de tous les groupes terroristes des séries Kamen Rider de l'ère Showa jusqu'à Kamen Rider Black RX.
Atteint d'un cancer de la gorge, il est contraint d'utiliser une voix plus reposante pour doubler le bouillant Zenigata dans les derniers téléfilms de Lupin III, seul rôle qu'il tient encore. Les scénaristes s'arrangèrent pour que les apparitions du personnage soit limitées. Naya est finalement remplacé par Koichi Yamadera pour le TV spécial de 2011.
Il meurt d'une insuffisance cardiaque.

## Filmographie sélective
- 1978 : Edgar de la Cambriole : Le Secret de Mamo : Koichi Zenigata
- 1979 : Le Château de Cagliostro : Koichi Zenigata
- 1984 : Nausicaä de la vallée du vent : Seigneur Yuppa
- 1980 : Dōran (動乱?) de Shirō Moritani : l'annonceur
- 1985 : Edgar de la Cambriole : L'Or de Babylone : Koichi Zenigata
- 1986 : Dragon Ball : La Légende de Shenron : Bongo
- 1995 : Adieu, Nostradamus ! : Koichi Zenigata
- 1996 : Mort ou vif : Koichi Zenigata
- 2001 : Slayers Premium : divinité octopi
- 2003 : Edgar de la Cambriole: Opération Diamant : inspecteur Koichi Zenigata